# Коронавірусна хвороба 2019 на Кірибаті
Епідемія коронавірусної хвороби 2019 на Кірибаті — це поширення пандемії коронавірусної хвороби 2019 на територію Кірибаті. Перший випадок хвороби в країні зареєстрований 18 травня 2021 року на Південній Тараві.

## Хронологія
1 лютого 2020 року уряд Кірибаті призупинив дію усіх в'їзних віз для громадян Китаю, та запровадив обов'язкове заповнення медичної форми для всіх осіб, які прибули до країни, а особи з країн, де зареєстровані випадки коронавірусної хвороби, мали відбути обов'язкову самоізоляцію. Незважаючи на відсутність випадків хвороби в країні, 28 березня 2020 року президент країни Танесі Маамау запровадив у країні надзвичайний стан.
10 вересня 2020 року уряд країни повідомив, що кордони країни будуть закритими до кінця року, щоб забезпечити неможливість потрапляння коронавірусу до країни. З цього будуть зроблені деякі винятки, включаючи репатріацію, гуманітарні рейси та транспортування запасів життєво необхідних товарів до країни. Група з 20 осіб, вихідців з Кірибаті на Маршаллових Островах, стала першими репатрійованими особами на Кірибаті.
19 листопада 2020 року проведено репатріацію 62 осіб, які з лютого опинились у скрутному становищі за кордоном, чартерним рейсом авіакомпанії «Fiji Airways». Після прибуття вони повинні пройти 14-денний обов'язковий карантин у Бікенібеу на атолі Тарава.
До 15 травня 2021 року на Кірибаті репатрійовано 1400 громадян країни. які знаходились за кордоном, при цьому не було виявлено жодного випадку хвороби.
Пандемія призвела до втрати робочих місць моряків з Кірибаті у зв'язку з вимогою представити негативний ПЛР-тест для повернення на роботу, та відсутність тестувального апарату на Кірибаті.
18 травня 2021 року президент Кірибаті Танесі Маамау повідомив про перший випадок хвороби в країні — місцевий моряк, який повернувся з Папуа Нової Гвінеї на кораблі, який знаходився на карантині в порту Бетіо. Через два дні на тому ж кораблі було виявлено другий випадок хвороби. Того ж дня в країні запроваджено комендантську годину. 25 травня програму репатріації було призупинено до обстеження контактів виявлених хворих. Міністр охорони здоров'я Тінті Ітінтеанг повідомив, що виявлено випадок хвороби в рибалки з Кірибаті, який до цього часу одужав.
Кірибаті знову відкрили свій кордон для прибуття іноземців 10 січня 2022 року. Кордон був закритий з березня 2020 року. Усі міжнародні прибуття проходитимуть через єдиний пункт в'їзду на Південній Тараві. Кілька днів потому перший міжнародний комерційний рейс за майже два роки – чартерний рейс Церкви Ісуса Христа Святих Останніх Днів з Фіджі – приземлився на Кірибаті. 36 із 54 пасажирів літака дали позитивний результат тестування на COVID-19 після прибуття. Місцевий охоронець, громадянин країни, в карантинному центрі в Бікенібеу також мав позитивний результат після контакту з пасажирами літака. До прибуття літака в країні було зафіксовано лише два випадки хвороби.
У відповідь на збільшення кількості випадків хвороби після прибуття літака починаючи з 19 січня 2022 року уряд запровадив загальнонаціональну комендантську годину, і зробив обов'язковою наявність маски відповідно до «рівня попередження 2 у національній системі попередження про COVID-19».
22 січня країну закрили через підтверджену передачу вірусу серед населення. Чотириденний локдаун, який проводився під 3-м рівнем тривоги, почав діяти з 15:00. Також діяла 24-годинна комендантська година з закритою більшістю служб. Виняток робитимуть для тих, хто мав купувати товари першої необхідності.
28 січня уряд продовжив карантин ще на тиждень через стрімке зростання кількості випадків місцевої передачі вірусу. Частина урядовців також отримали позитивний результат на коронавірус і працювали віддалено.
31 січня Кірибаті повідомили про 364 випадки хвороби (324 місцева передача, 42 завезені випадки). У відповідь уряд Кірибаті продовжив режим стихійного лиха ще на місяць, а також продовжив комендантську годину в Бетіо, Південній Тараві та Буоті ще на сім днів, щоб стримати поширення COVID-19.
1 лютого 2022 року Кірибаті повідомили про 169 нових випадків хвороби, в результаті чого загальна кількість досягла 629.
Станом на 23 червня 2022 року загальна кількість випадків хвороби в Кірибаті становила 3215, включаючи 564 активних випадки, 2638 одужань та 13 смертей.

## Вакцинація
Станом на 21 травня 2021 року Кірибаті була однією з останніх країн, де не розпочалась вакцинація проти COVID-19. Проводяться переговори з Австралією щодо доступу до вакцин. Кірибаті є країною, яка має право на доступ до програми COVAX, і за очікуваннями, вона має отримати 48 тисяч доз вакцини AstraZeneca, але до 20 квітня 2021 року вакцина до країни не надходила. Лише 25 травня 2021 року Кірибаті отримала 24 тисячі доз вакцини AstraZeneca.